# 爆震
爆震（英語：knocking），俗称敲缸，是发动机不正常工作方式的一种，是指点燃式发动机（一般即为汽油机）中混合气体自燃而不遵循正常的火焰传播过程，从而导致燃烧过程不可控，发动机发出高频率的金属敲击声。简言之，爆震就是一种发动机不正常的燃烧而造成的震动。
爆震会导致发动机工作情况变差，严重时会损坏发动机零件。爆震在爬坡时较容易发生，当踩油门时听到发动机有高频金属敲击声，就很可能是爆震；但有时爆震却不易被发现。
要注意的是：混合气体在火花塞点火后的自燃才称为爆震，火花塞点火前的自燃称为表面点火（德語：Glühzündung）。另外，爆震只在点燃式发动机中产生，压燃式发动机（多为柴油机）发出敲打声的现象称为工作粗暴。

## 现象
相较于正常的工作方式，爆震发生时发动机气缸内部的温度和压力上升更快，并会发出金属撞击声（一种高频振动噪音），同时发动机的冷却系统和润滑系统温度上升。爆震严重时，发动机功率下降， 燃油消耗增加，产生较大振动，其高热高压可能造成发动机零件损坏。

## 产生原理

图示为发动机气缸中混合气体的自燃现象，在由火花塞点燃的火焰传播到达前，左侧已经开始自燃，即称为爆震。

### 正常的工作方式
对于常见的四冲程发动机来说，混合气（汽油与空气）在被压缩后，由火花塞进行点火，然后以点火的那点（火焰核心）为中心，火焰逐渐向外扩散，燃料的燃烧过程有序且可控，其压力变化幅度虽大，但变化梯度较为平滑，是符合设计预期的理想过程。

### 爆震
火花塞点火后，燃料开始燃烧，火焰呈球面形状以每秒30-70公尺的速率向周围扩散，发动机气缸内的温度和压力迅速上升，并且燃烧产生的压力波以音速向周围扩散，这些因素都使得尚未燃烧的混合气体更容易发生化学反应。当发动机内局部区域的气体达到了自燃条件时，就在火焰传播到达之前产生了自燃，其燃烧方式和压燃式发动机的原理相似。由于在较大面积上同时多处着火，放热的速度迅速增加，类似于气缸内发生的一次次小型爆炸，压力改变不再平滑而是呈现阶跃形式，冲击波反复撞击气缸，产生了高频振动（数千赫兹），发出敲击声。在爆燃发生的时候，火焰的传播速度可达100-1000米/秒。

## 危害
- 发动机过热：爆震时的剧烈放热，使得气缸内温度明显升高，同时压力波的反复冲击破坏了汽缸壁上的油膜，使得气体温度更容易通过汽缸壁向外传播，一方面因为散热损失造成发动机效率下降，更主要的会造成气缸盖及活塞顶部等处过热，可能造成部件损毁。
- 发动机机械负荷增加：爆燃时，压力升高速度和最高压力值都显著增加，零件反复受到冲击，严重时会造成零件损毁。
- 功率下降，耗油增加：由于燃烧过程未遵循设计方式，发动机效率降低，导致了汽车功率下降，同时也增加了耗油。
- 加大磨损：由于冲击波破坏汽缸壁上的油膜，使得活塞、气缸、气缸环等部位加重了磨损。
- 气缸内产生积碳：燃烧异常可能使得微小的碳颗粒出现，一部分随着尾气排放，另一部分则停留在气缸内，这又可能导致发动机的另一种不正常燃烧即表面点火。

## 影响因素与控制技术
爆震的关键因素是火焰传播时间（tF）和自燃迟滞时间（tSZ）的比较，只要tF<tSZ，即在自燃产生前就已经通过正常的火焰传播方式进行燃烧，爆震就不会产生。凡是加快火焰传播速度，以及增加自燃迟滞时间的因素，都能够减少爆震的产生。

### 发动机结构与使用因素
影响爆震的因素非常多，例如为了提高性能，发动机的压缩比设计有逐渐加大的趋势，会加快温度和压力的上升，从而减少自燃迟滞时间，爆震容易发生。而火花塞点火时刻（点火提前角）的提早也有同样效果。发动机的燃烧室设计也会对爆震产生影响。
另外在发动机的温度过高时（比如发动机冷却系统工作不正常），也会使得混合气容易自燃，引起爆震。

### 燃料
对于一台已经确定的发动机而言，燃料对爆震的产生与否是至关重要的因素。若燃料容易自燃，则一般更容易引起发动机的爆震。辛烷值是用来描述燃料抗爆震能力的一个指标，辛烷值高的燃料一般比较稳定，能有效避免爆震的产生。对于市场上销售的使用汽油的汽车，厂商会根据设计与试验结果，向消费者告知所应使用的最低辛烷值汽油标准，即加油站常见的98号、95号、92号等汽油标号。

### 控制技术
由于现代汽车广泛使用发动机控制器来对发动机的火花塞点火时间进行控制，从而可以对爆震进行控制。爆震时，发动机会产生不正常的高频振动和过高的压力与温度，爆震传感器可以对这些指标进行监控，ECU得知爆震的信息后，将适度调后火花塞的点火时间，从而使气缸内的压力和温度上升减缓，爆震得以消失。